# エッグサラダ

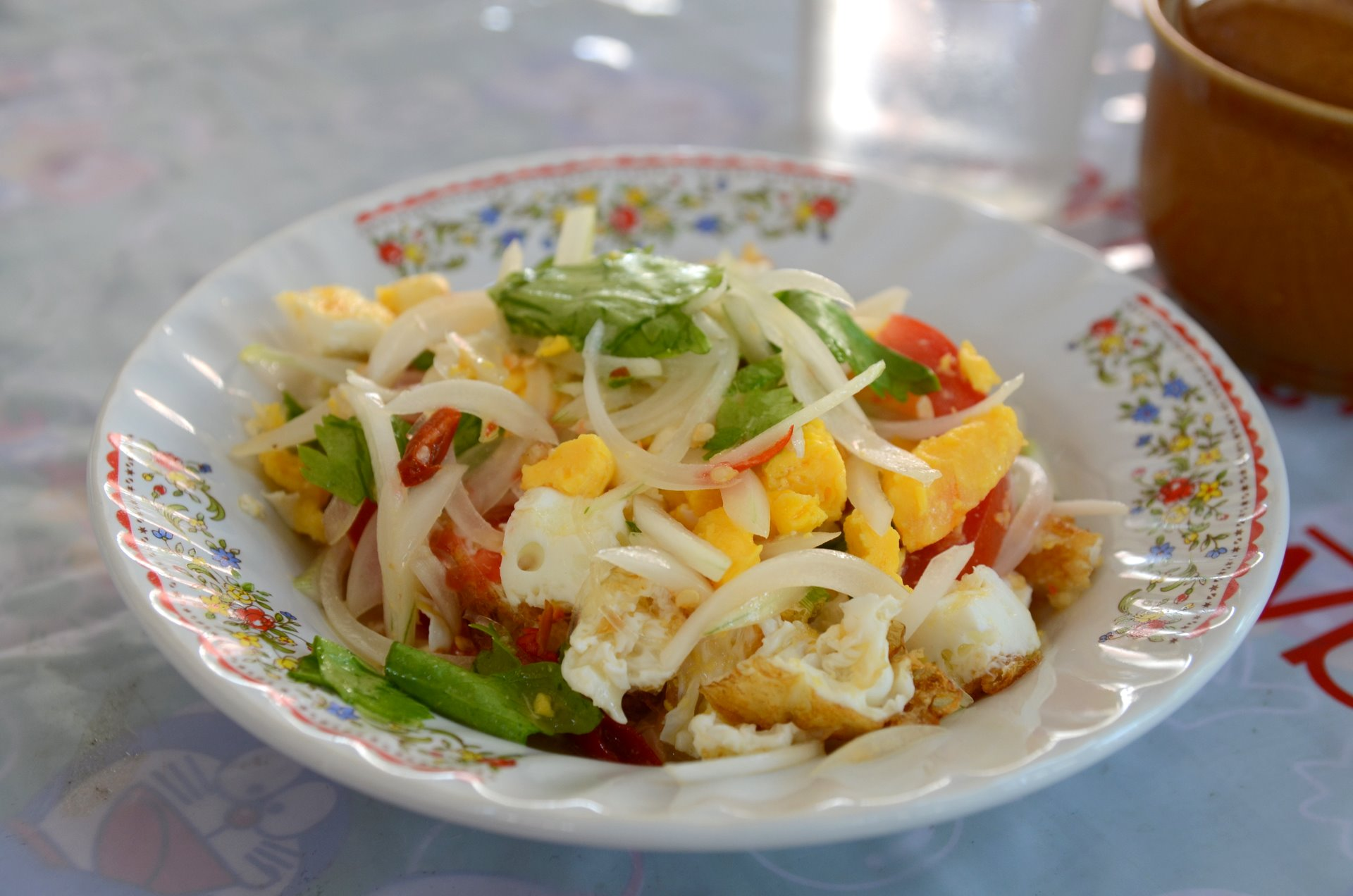
目玉焼きを加えて作るタイのスパイシーなサラダYam khai dao

エッグサラダ（英: egg salad）または卵サラダ（たまごサラダ）は、ゆで卵にハーブ、スパイス等を加え、マヨネーズで和えたサラダである。チキンサラダ、カニサラダ、ロブスターサラダ、ハムサラダ、ツナサラダ等に似る。
エッグサラダは、しばしばサンドイッチの具材にも用いられる。材料は、刻んだゆで卵、マヨネーズ、マスタード、みじん切りにしたセロリ、タマネギ、パプリカ等である。ガーデンサラダのトッピングとしても用いられる。

## バリエーション
エッグサラダには、ほかにも様々な具材が加えられることがある。ベーコン、ピーマン、ケッパー、チーズ、キュウリ、タマネギ、レタス、レリッシュ、ピクルス等はよく用いられる。
非常によく似たサンドイッチの具としてエッグマヨネーズ（英: egg mayonnaise）があり、これは刻んだゆで卵をマヨネーズのみと和えたものである。一方、ゆで卵を使わずスクランブルエッグをマヨネーズで和える調理法もある。
ロシアで人気のあるバリエーションに、オリヴィエ・サラダがある。